# Druc
Druc či Druť (bělorusky Друць: Druc', rusky Друть: Druť) je řeka v Bělorusku (Vitebská oblast, Mohylevská oblast, Homelská oblast). Je 295 km dlouhá. Povodí má rozlohu 5 020 km².

## Průběh toku
Řeka pramení na Aršanské vysočině. Protéká přes Středoberezinskou rovinu mezi nízkými lesnatými břehy. Ústí zprava do Dněpru u města Rahačou.

## Vodní režim
Průměrný průtok vody v ústí činí 30 m³/s.

## Využití
Řeka je splavná. Na dolním toku je možná vodní doprava. Leží na ní města Talačyn a Kruhlaje.